# سهیلا عزیزی
سهیلا عزیزی (زادهٔ ۱۸ بهمن ۱۳۴۹ در تهران) بازیگر ایرانی است. از آثار او در مقام بازیگر می‌توان به دنیای شیرین، هزاران چشم، سرنخ، همشاگردیها، سلام زندگی، اینجا خانه ما، روزهای مهتابی و خانه سبز اشاره کرد.
او سابقهٔ بازیگری در تئاتر را نیز در کارنامهٔ خود دارد. وی در حال حاضر در جنوب پاریس ساکن می‌باشد.

## فیلم‌شناسی

### سینما
- دلباخته ۱۳۷۸

### تلویزیون
- شب چراغ (علی مؤذنی ۱۳۸۱)
- خانه آرزوها (حسین سهیلی‌زاده ۱۳۸۰)
- مزه خوب کودکی ۱ (مسعود شاه‌محمدی ۱۳۸۰)
- هزاران چشم (کیانوش عیاری ۱۳۸۰)
- روزهای مهتابی (عباس قنبری و سپهر محمدی ۱۳۷۹)
- خانه نیکو (مسعود کرامتی ۱۳۷۹)
- ماجراهای خانواده تمدن ۲ (سپهر محمدی ۱۳۷۸)
- اینجا، خانه ما (محمد جاوید مهتدی ۱۳۷۸)
- همشاگردی‌ها (احمد نجیب‌زاده ۱۳۷۷)
- دنیای شیرین (بهروز بقایی ۱۳۷۶)
- سلام زندگی (مسعود شاه‌محمدی ۱۳۷۶)
- سرنخ (کیومرث پوراحمد ۱۳۷۵)
- خانه سبز (بیژن بیرنگ و مسعود رسام ۱۳۷۵)
- آتیه (رضا صفایی ۱۳۷۴)
- خانواده حمزه‌علی خان (محمدباقر خسروی ۱۳۷۲)

## تئاتر
- صندوق لعنت (حمیدرضا جاودان، ۲۰۱۶)[۴]